# Néstor (mitología)

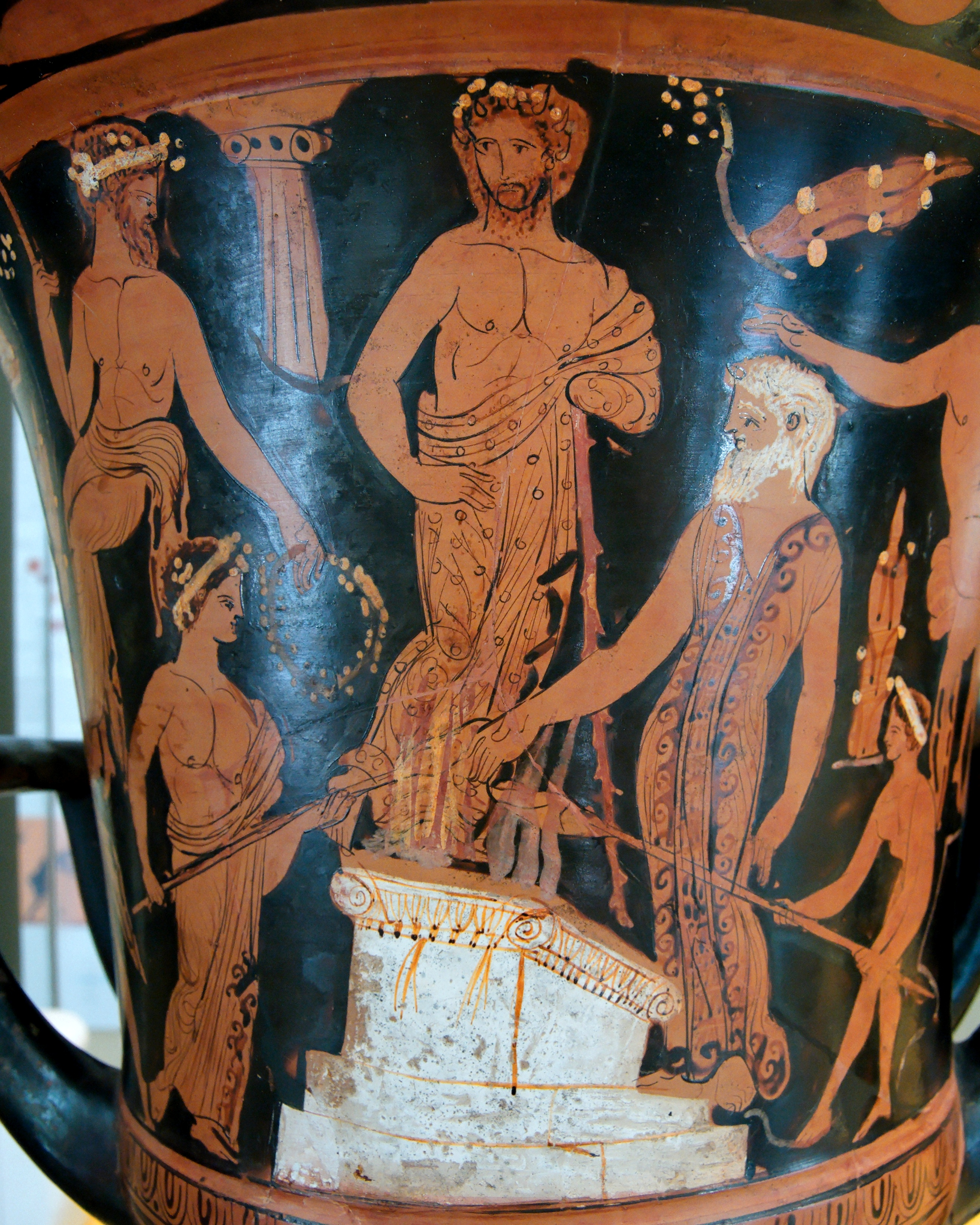
En esta pieza de cerámica ática, una crátera de cáliz de figuras rojas, se representa a Néstor y a sus hijos ofreciendo un sacrificio a Poseidón en una playa de Pilos. 400 - 380 a. C. Museo Arqueológico Nacional. Madrid.

Néstor, también llamado Néstor Gerenio (griego antiguo: Νέστωρ Γερήνιος, Nestōr Gerēnios) es un personaje de la mitología griega. Hijo de Neleo y Cloris, fue rey de Pilos, el más anciano y sabio de los aqueos que combatieron en Troya. Su esposa fue Eurídice de Pilos, hija de Clímeno, o bien Anaxibia, hija de Cratieo. Tuvo hijas, Pisídice y Policasta, e hijos, Perseo, Estrático, Áreto, Equefrón, Pisístrato, Antíloco y Trasimedes. En el Certamen de Homero y Hesíodo se agrega una hija, Epicasta, quien fue madre, por Telémaco, de Homero. Dares Frigio dice que era «corpulento, de nariz corva y larga, ancho, de tez blanca, buen consejero y prudente».

## Mito
En algunas tradiciones, Néstor fue uno de los argonautas, luchó contra los centauros y participó en la caza del jabalí de Calidón. Llegó al trono de Pilos, después de que Heracles matase a su padre y sus hermanos mayores. 
Por otra parte, dirigió una expedición de saqueo contra los eleos, de la que regresó con un cuantioso botín de ganado. Como represalia, los eleos, entre los que se encontraban Ctéato y Éurito, los Moliónidas Actoridas, atacaron a los pilios en la ciudad de Trioesa. En la batalla que se desencadenó vencieron las tropas de Néstor.
Homero se refiere a él frecuentemente como rey de Pilos, pero también lo llama "gerenio", lo que se interpretaba como que su origen era de la ciudad mesenia de Gerenia o bien como un equivalente de la palabra griega γέρων, cuyo significado es «viejo».
Néstor y sus hijos Antíloco y Trasimedes lucharon junto a los aqueos en la Guerra de Troya que siguió al rapto de Helena; y aunque  por su avanzada edad no podía luchar (ya había vivido tres generaciones debido a que los dioses o solamente Apolo le concedieron vivir los años que debían de haber vivido sus tíos, los hijos de Anfión y de Níobe masacrados por Apolo y Artemisa al burlarse aquella de su madre la titanide Leto), era de utilidad en el ágora y daba consejos a los más ilustres con el fin de asegurar el triunfo de la causa griega. También en asuntos internos su opinión era tenida en alta estima, siendo desobedecido solamente una vez por Agamenón,-pues Néstor le había aconsejado que no se dejara llevar de su ira contra Aquiles y no le quitase a Briseida, y el rey de Micenas hizo todo lo contrario, aunque bien pronto Agamenón tuvo que reconocer su error debido a la vergonzosa pérdida que su ejército estaba sufriendo frente a los troyanos. 
De todos modos, Homero presenta a Néstor de dos formas contradictorias, sobre todo en la Ilíada. Por un lado, es descrito como un anciano sabio al que se le pide consejo frecuentemente, ensalzando su sabiduría y experiencia; por otro lado, sin embargo, su consejo se presenta como anacrónico y, en ocasiones, conduce al desastre. El caso más notable, es cuando aconseja a Patroclo para que se disfrace de Aquiles, lo cual lo lleva a la muerte a manos de Héctor. En la Odisea aparece como un rey pacífico, quien se ocupa sobre todo por honrar a los dioses.  
Por ser el único guerrero aqueo que se había portado con total justicia durante el sitio de Ilión, Zeus le concedió un regreso relativamente sin complicaciones, y ya en su patria vivió tranquilamente y sin problemas en compañía de su esposa y de sus hijos. Es estando ya en su patria cuando dio hospedaje a Telémaco, hijo de Odiseo, y le informó sobre los primeros incidentes del regreso de los aqueos. Aunque no podía dar noticias ciertas sobre Odiseo, sí facilitó caballos a Telémaco para que fuera a Esparta a encontrarse con Menelao, y además encomendó a su hijo Pisístrato que durmiera junto a Telémaco y fuera su compañero de viaje.
También se cuenta que Heracles, al matar a Neleo y sus hijos, tomó entonces al joven Néstor como su amante, perdonándole la vida. Heracles amaba a Néstor especialmente por su sabiduría.

## Vestigios arqueológicos
En 1939, en el sitio de la antigua Pilos (Epano Englianos), se encontró un complejo palacial de dos pisos datable en los últimos siglos de la época micénica. El mismo fue denominado Palacio de Néstor por el arqueólogo Carl Blegen, quien excavó el sitio con un equipo de la Universidad de Cincinnati.
En el archivo del palacio, se hallaron alrededor de mil tablillas de arcilla escritas en Lineal B. Descifradas las mismas se pudieron leer los registros del último año de existencia del palacio (cerca de 1200 a. C.), con numerosos nombres propios; ninguno de ellos relacionado con Néstor o su descendencia.
Otros hallazgos del mismo sitio incluyen frescos, un gran megarón, habitaciones de almacenaje y una bañera de terracota que hace evocar el episodio de la Odisea (Odisea III, 465) en el cual Policasta, hija de Néstor, baña a Telémaco, hijo de Odiseo.
También se hallaron una bodega con restos de pithoi, grandes vasijas griegas., un tholos y una tumba de fosa descubierta en 2015, mucho más antigua que el palacio (ca. 1500 a. C.).
El Museo Arqueológico Nacional de Atenas exhibe una copa de oro con dos asas, hallada en el círculo A de Micenas, que es conocida como copa de Néstor, dado su parecido (aunque es mucho más pequeña) con la descripta en la Ilìada (XI, 632). Otra copa relacionada con Néstor es la descubierta en la isla de Isquia, donde se hallaba la antigua colonia griega de Pitecusas, datable en el Período Geométrico (hacia 720 a. C.) En ella se lee una inscripción generalmente traducida como:

La copa de Néstor era agradable de beber. Pero quien beba de esta copa quedará al punto dominado por el deseo de Afrodita, la de la hermosa corona.